# 4086 Podalirius
4086 Podalirius eller 1985 VK2 är en trojansk asteroid i Jupiters lagrangepunkt L4. Den upptäcktes 9 november 1985 av den sovjetisk-ryska astronomen Ljudmila Zjuravljova vid Krims astrofysiska observatorium på Krim. Den är uppkallad efter Podalirius i den grekiska mytologin.
Asteroiden har en diameter på ungefär 85 kilometer.